# Langenhainer Karthause
Die Langenhainer Karthause, auch einfach Kartaus ist mit 351 Metern ü. NHN einer der höchstgelegenen Bereiche des höchsten Hofheimer Stadtteils Langenhain im Taunus. Höher gelegen sind nur der Standort des Bahai-Tempels (360 Meter) und der Domherrnwald, der 403,7 Meter erreicht und knapp 1000 Meter südlich des Lorsbacher Judenkopfs liegt. Der Name Karthause ist auf Kartäuser Mönche zurückzuführen. So existiert beispielsweise auch eine Karthause in Koblenz, auf der früher ein Karthäuser Kloster stand. An die Karthause grenzen der Wiesbadener Stadtteil Breckenheim sowie der Hofheimer Stadtteil Wallau. Die Karthause beginnt mit einem sehr flachen Stück, durch das der Kasernbach verläuft, der in Langenhain entspringt und später in den Weilbach mündet. Gen Westen wird die Karthause jedoch höher.

## Nutzung
Die Karthause ist als Wasserschutzgebiet von jeglicher Bebauung ausgeschlossen. Bestehende Häuser genießen Bestandsschutz. Die Nutzung ist sehr verschiedenartig.
So befinden sich hier Koppeln und Weiden, sowie Felder, auf denen etwa Getreide und Mais angebaut wird. Zudem hat die Karthause einen hohen Wald- und Streuobstanteil. Beim Wald handelt es sich um forstwirtschaftlich genutzten sommergrünen Laub- und Mischwald. An Obstsorten sind Apfel, Kirsche und Mirabelle zu finden. Unterhalb des Hanges befindet sich die Anlage des Kleintierzuchtvereins H 76 Langenhain. Auf dem Gipfelplateau der Langenhainer Karthause liegt das Gelände des Präsidiums für Logistik, Technik und Verwaltung des Landes Hessen. Hier stehen ein Polizeifunkturm und ein Funkturm für die Mobilfunknetze von Vodafone, der Deutschen Telekom und von Telefonica. Außerdem wird der Mast für das Richtfunknetz von Funknetz-HG genutzt. Des Weiteren befinden sich auf der Karthause einige Schrebergärten.
Zur Freizeitgestaltung wird die Karthause namentlich von Spaziergängern und Mountainbikern angenommen, besonders seit im Januar 2014 der Panoramaweg Langenhain eingeweiht wurde, der auch über die Karthause führt.

## Natur
Die Karthause ist einer der artenreichsten Bereiche Langenhains. Neben den in Deutschland häufigen Wildtieren wie Füchsen, Rehen, Enten und verschiedenen Singvögeln, trifft man hier auch auf seltene Arten, wie den in Deutschland vom Aussterben bedrohten Feldhasen. Ebenso sind Ringelnattern, Kröten und teilweise auch Eidechsen anzutreffen. Im hinteren Teil befindet sich im ein Schmetterlingschutzgebiet. Dass Eidechsen auf der Karthause heimisch sind, liegt nicht zuletzt am Kasernbach, der unterhalb der Karthause verläuft und dem mit ihm verbundenen Wasserschutzgebiet der Stufe 2. Im Sommer 2011 gestartete Renaturierungsmaßnahmen am Bach sollen den Schutz dieser Arten gewährleisten. Von Besitzern nicht gemähte Wiesen und Felder, auf denen sich Wildblumen, wie etwa Kornblumen, Mohnblumen, der rote Wiesenknopf, Knäuelglockenblumen oder die rote Lichtnelke wachsen, kommen hingegen vielen Schmetterlingen zugute.